# Jabba
Jabba the Hutt (alias Jabba Desilijic Tiure sau simplu Jabba) este un personaj ficțional negativ minor din franciza Războiul stelelor. Jabba the Hutt a apărut prima dată în Războiul Stelelor: Episodul VI - Întoarcerea Cavalerului Jedi (1983), ca un antagonist principal, apoi a mai apărut în ediția specială din 1997 a filmului Războiul Stelelor: Episodul VI - O Nouă Speranță (1977), ca un antagonist minor, apoi a mai apărut în Războiul Stelelor: Episodul I - Amenințarea Fantomei (1999), făcând o apariție cameo și a apărut pentru ultima dată în Războiul Stelelor: Războiul Clonelor (2008), ca un antagonist principal. Jabba the Hutt a apărut și în jocul video LEGO Star Wars: Saga Skywalker (2022), ca un antagonist minor.  
Jabba the Hutt s-a născut pe Planeta Nall Hutta împreună cu Clanul Hutt, dar mai târziu, atât Jabba the Hutt cât și Clanul Hutt s-au mutat pe Planeta Tatooine, dar Jabba the Hutt și-a format un Imperiu Criminal care împreună cu Clanul Hutt controlau Planeta Tatooine. În timpul Războaielor Clonelor, Clanul Hutt și Imperiul Criminal al lui Jabba the Hutt s-au aliat cu Republica Galactică împotriva Cancelarului Palpatine pentru ca Republica Galactică să-i aducă fiul lui Jabba the Hutt (până când acesta a fost trimis departe de Jabba the Hutt) și după asta, Republica Galactică, Clanul Hutt și Imperiul Criminal al lui Jabba the Hutt l-au ucis pe unchiul lui Jabba the Hutt, Ziro the Hutt. La începutul Războiului Civil Galactic, contrabandistul Han Solo a trebuit să-i plătească lui Jabba the Hutt o sumă de bani, dar acesta a refuzat. După distrugerea Stelei Morții de către Alianța Rebelă, Maleficul Lord al Sith-ului Darth Vader a făcut o înțelegere cu Jabba the Hutt prin care Darth Vader și vânătorul de recompense Boba Fett îl forțează pe vechiul prieten al lui Han Solo, Lando Calrissian să-i trădeze pe aliații lui Han Solo pentru ca Darth Vader să-l înghețe pe Han Solo în carbonită pe Planeta Bespin și Boba Fett să-l livreze pe înghețatul Han Solo la Jabba the Hutt pe o sumă de bani. Zis și făcut, pe Planeta Bespin, Lando Calrissian îi trădează pe aliații lui Han Solo, Darth Vader îl îngheață pe Han Solo în carbonită și Boba Fett pleacă cu înghețatul Han Solo spre Palatul lui Jabba the Hutt de pe Planeta Tatooine ca să-l livreze lui Jabba the Hutt pe o sumă de bani. Totuși,  datorită unei duble trădări făcută de Lando Calrissian, peste un an de la capturarea lui Han Solo de către Boba Fett, Luke Skywalker conduce o misiune de-al salva pe Han Solo de la Jabba the Hutt. Ca urmare a planului, droizii R2-D2 și C-3PO devin minionii lui Jabba the Hutt, wookie-ul Chewbacca și Lando Calrissian sunt luați prizonieri, Prințesa Leia Organa îl eliberează pe Han Solo din carbonită, dar Han Solo este luat prizonier și Leia Organa devine sclava lui Jabba the Hutt. Mai târziu, ajunge și Luke Skywalker în Palatul lui Jabba the Hutt, dar Luke Skywalker este nevoit să se lupte cu animalul lui Jabba the Hutt, Rancor. Totuși, Luke Skywalker îl ucide pe Rancor, dar Jabba the Hutt decide ca Luke Skywalker, Han Solo, Chewbacca și Lando Calrissian să fie mâncați de o creatură în nisip, Sarlacc folosind nava Still Barage. Totuși, Luke Skywalker, Leia Organa, Han Solo, Chewbacca, R2-D2, C-3PO și Lando Calrissian reușesc să se elibereze, iar Leia Organa îl ucide pe Jabba the Hutt cu lanțul din care Leia Organa s-a eliberat. Iar după moartea lui Jabba the Hutt, nava Still Barage a explodat și Luke Skywalker, Leia Organa, Han Solo, Chewbacca, R2-D2, C-3PO și Lando Calrissian au evadat de pe Planeta Tatooine. Chiar dacă după moartea lui Jabba the Hutt, Clanul Hutt a fost slăbit, se pare că fostul majordomo al lui Jabba the Hutt, Bib Fortuna a supraviețuit și a preluat poziția lui Jabba the Hutt ca lider al Imperiului Criminal al lui Jabba the Hutt până când a fost ucis de Boba Fett (care și el a supraviețuit când a fost aruncat de către Luke Skywalker, Han Solo, Chewbacca și Lando Calrissian în Sarlacc) care a format un nou Imperiu Criminal, dar diferit și mai bun față de cel al lui Jabba the Hutt sau cel al lui Bib Fortuna.  
- Jabba the Hutt pe Enciclopedia Oficială StarWars.com
- Jabba Desilijic Tiure la Wookieepedia: un wiki Războiul stelelor